# Калмыков, Борис Фёдорович
Борис Фёдорович Калмыков (5 сентября 1925 — 16 июля 1998) — командир отделения инженерно-минной роты 35-я гвардейская механизированная Каменец-Подольская бригада (6-й гвардейский механизированный корпус, 4-я гвардейская танковая армия, 1-й Украинский фронт) гвардии сержант, участник Великой Отечественной войны, кавалер ордена Славы трёх степеней.

## Биография
Родился 5 сентября 1925 года в селе Малогасвицкое (ныне Бузулукского района Оренбургской области) в семье крестьянина. Русский.
В 1938 году окончил 7 классов. Работал трактористом в Шахматовской МТС.
В январе 1943 года был призван Красную армию Бузулукским райвоенкоматом. После подготовки в запасном полку в марте 1943 года был направлен в 49-ю механизированную бригаду. В составе инженерно-минной роты этой бригады прошёл весь боевой путь. Боевое крещение получил в боях на Курской дуге. Орловской наступательной операции. В дальнейшем участвовал в боях за освобождение Украины.
22 июля 1944 года вблизи населённого пункта Волошина (Перемышлянский район Львовской области Украины) ефрейтор Калмыков, действуя в составе разведгруппы, прорвался на бронетранспортёре на нейтральную полосу, где взорвал железнодорожный мост и 6 стрелок. 25 июля на юго-западной окраине города Львов обезвредил с группой сапёров 6 фугасов. 26 июля разминировал аэродром юго-западнее города Львов, снял 7 фугасов.
Приказом по частям 6-го гвардейского механизированного корпуса от 15 августа 1944 года (№40) ефрейтор Калмыков Борис Фёдорович награждён орденом Славы 3-й степени.
В последующих боях в августе был контужен, после госпиталя вернулся в свою часть.
14 января 1945 года младший сержант Калмыков под артиллерийским и миномётным огнём противника участвовал в наведении переправы и обустройстве брода через реку Чарна-Нида у населённого пункта Сукув-Бабе (7 км южнее города Кельце, Польша).
15 января, находясь с группой сапёров в тылу противника, в районе населённого пункта Пенцюнка (Польша) подорвал железнодорожный мост и участок полотна. 16 января в глубине вражеской обороны в районе населённых пунктов Вырба, Леса подорвал шоссейное и железнодорожное полотно. 18 января в боях за населённый пункт Бобже (Польша) сразил 4 гитлеровцев, забросал гранатами 2 автомобиля с военным снаряжением. В бою был ранен, но поле боя не покинул.
Приказом по войскам 4-й танковой армии от 20 февраля 1945 года (№56/н) младший сержант Калмыков Борис Фёдорович награждён орденом Славы 2-й степени.
После выздоровления вернулся в свою роту бригады (с 17.03.1945 — 35-я гвардейская механизированная Каменец-Подольская бригада). На завершающем этапе войны участвовал в Берлинской операции.
В период боёв с 26 апреля по 1 мая 1945 года гвардии сержант Калмыков, действуя в головной походной заставе, с группой из 5 сапёров-подрывников обеспечил проход 1-й танковой роты 127-го танкового полка через инженерные заграждения противника и мосты. На подступах к городу Бранденбург (Германия) сапёрами заставы было разминировано 4 моста, обезврежено 75 противотанковых мин. Лично обнаружил и снял 28 противотанковых мин. В бою близ населённого пункта Френсдорф (Германия) с группой сапёров блокировал дзот, подавил 2 пулемёта и поразил около 20 гитлеровцев. В том же районе в числе первых достиг огневой позиции вражеской артиллерийской батареи, гранатами вывел из строя две 83-мм противотанковые пушки, уничтожил до 14 гитлеровцев.
После падения Берлина бригада была направлена в Чехословакию, участвовала в Пражской операции. День Победы гвардии сержант Калмыков встретил в городе Прага.
Указом Президиума Верховного Совета СССР от 27 июня 1945 года гвардии сержант Калмыков (в Указе - Колмаков) Борис Фёдорович награждён орденом Славы 1-й степени. Стал полным кавалером ордена Славы (орден вручён после войны).
За годы войны, прокладывая путь нашим танковым частям, вместе с товарищами обезвредил более 7 тысяч мин.
В октябре 1945 года был демобилизован.
Вернулся на родину. Работал комбайнером в колхозе имени Карла Маркса. Член КПСС с 1950 года. Позднее переехал в город Бузулук Оренбургской области Работал монтером нефтегазоразведочного управления «Бузулукнефть», трудился в ПАТП-1594 контролером-ревизором, затем возглавил автовокзал на станции Бузулук.
Жил в городе Бузулук Оренбургской области. Скончался 16 июля 1998 года похоронен в Бузулуке Бузулукский район.

## Награды
- орден Отечественной войны I степени (11.03.1985)[3]
- орден Славы I степени(27.06.1945)[4]
- орден Славы II степени(20.02.1945)[5]
- орден Славы III степени (15.08.1944)[6]
  - медали, в том числе:
  - Медаль «За взятие Берлина» (4.08.1943)[7]
  - Медаль «За освобождение Праги» (27.06.1944)[8]
  - «За победу над Германией в Великой Отечественной войне 1941—1945 гг.» (1945)[9]

## Память
- Его имя увековечено на гранитной плите на аллее «Память в граните» в городе Бузулук.